# Jonas Jonsson (läkare)

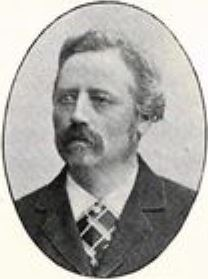
Jonas Jonsson.

Jonas Jonsson, född 31 oktober 1848 i Håsjö socken, Jämtlands län, död där 16 mars 1920, var en svensk läkare.
Jonsson blev student vid Uppsala universitet 1873, medicine kandidat 1882 och medicine licentiat 1887. Han var praktiserande läkare i Sundbybergs köping, Stockholms län, från 1888, distriktsläkare i Sundbybergs distrikt 1889–91, extra provinsialläkare där 1891–93 och 1896–1910 och läkare vid anstalten för obildbara sinnesslöa Margaretahemmet i Åkeshov från 1892. 
Jonsson var även läkare vid sinnessjukanstalten Tufvan i Lilla Alby, sedermera Solna sjukhem, och som sådan involverad i den så kallade Tufvanskandalen. Den 8 maj 1893 inkom riksdagsmannen Alfred Bexell till Justitieombudsmannen med anmälan om oformligheterna vid lantbrukaren A.P. Johanssons intagande på Tufvan och den 22 november samma år förklarade Justitieombudsmannen att han anbefallde åtal mot Jonsson. 
Danderyds skeppslags tingsrätt dömde den 30 mars 1894 Jonsson till att böta 50 kronor för att han i 39 fall underlåtit att i rätt tid insända till Medicinalstyrelsen den i stadgan den 2 november 1883 angående sinnessjuka föreskrivna anmälan om intagning å anstalten, ävensom att böta 50 kronor för det han, i strid med nämnda stadga, låtit lantbrukaren A.P. Johansson intagas på Tufvan, utan att därvid företetts någon av de föreskrivna handlingarna. Jonssons överklagande avslogs i november 1894 av Svea hovrätt och i maj 1896 av Högsta domstolen. 